# Natalie Martinez
Natalie Martinez (Miami, 12 juli 1984) is een Amerikaanse actrice.

## Biografie
Martinez werd geboren in Miami en is van Cubaanse afkomst. Zij haalde in 2002 haar diploma van de high school aan de Str. Brendan High School in Miami.

## Carrière
Martinez begon in 2006  met acteren in de televisieserie Fashion House waar zij al meteen in vijfenvijftig afleveringen te zien was in de rol van Michelle Miller. Zij is vooral bekend van haar rol als (hulp)sheriff Linda Esquivel in de televisieserie Under the Dome waar zij in veertien afleveringen speelde (2013-2014). 

## Filmografie

### Films
Uitgezonderd korte films.
- 2022 Wendell & Wild - als Marianna Cocolotl (stem)
- 2021 Reminiscence - als Avery Castillo
- 2019 UglyDolls - als Meghan (stem)
- 2017 Keep Watching - als Nicole
- 2016 Message from the King - als Trish
- 2016 The Land - als Evelyn
- 2015 Warrior - als Kai Forrester
- 2015 Self/less - als Madeline
- 2013 Broken City - als Natalie Barrow
- 2012 End of Watch - als Gabby
- 2012 The Baytown Outlaws - als Ariana
- 2012 Widow Detective - als Maya Davis
- 2011 Magic City Memoirs - als Mari
- 2008 Death Race - als Case

### Televisieseries
Uitgezonderd eenmalige gastrollen.
- 2021-2022 Ordinary Joe - als Amy Kindelán - 13 afl.
- 2021 The Stand - als Dayna Jurgens - 2 afl.
- 2020 The Fugitive - als Allison Ferro - 14 afl.
- 2019 The I-land - als Gabiella Chase - 7 afl.
- 2018 The Crossing - als Reece - 11 afl.
- 2017 APB - als Theresa Murphy - 12 afl.
- 2016 From Dusk Till Dawn: The Series - als Amaru - 2 afl.
- 2015-2016 Kingdom - als Alicia Mendez - 20 afl.
- 2015 Secrets and Lies - als Jess Murphy - 10 afl.
- 2013-2014 Under the Dome - als (hulp)sheriff Linda Esquivel - 14 afl.
- 2012-2013 CSI: NY - als rechercheur Jamie Lovato - 12 afl.
- 2010-2011 Detroit 1-8-7 - als rechercheur Ariana Sanchez - 18 afl.
- 2010 El Dorado - als Maria Martinez - 2 afl.
- 2010 Sons of Tucson - als Maggie - 2 afl.
- 2007 Saints & Sinners - als Pilar Martin - 62 afl.
- 2006 Fashion House - als Michelle Miller - 55 afl.

- Biblioteca Nacional de España: XX5595354
- Bibliothèque nationale de France: cb16663230g (data)
- Gemeinsame Normdatei: 1093858109
- International Standard Name Identifier: 0000 0003 8593 6694
- Library of Congress Control Number: no2013139930
- Nationale Bibliotheek van Tsjechië: xx0093525
- Nederlandse Thesaurus van Auteursnamen: 374650500
- Système universitaire de documentation: 184216087
- Virtual International Authority File: 85925962
- WorldCat: E39PBJfMgFHYqfwGgDWBwQw9jC